# 한국의 정원

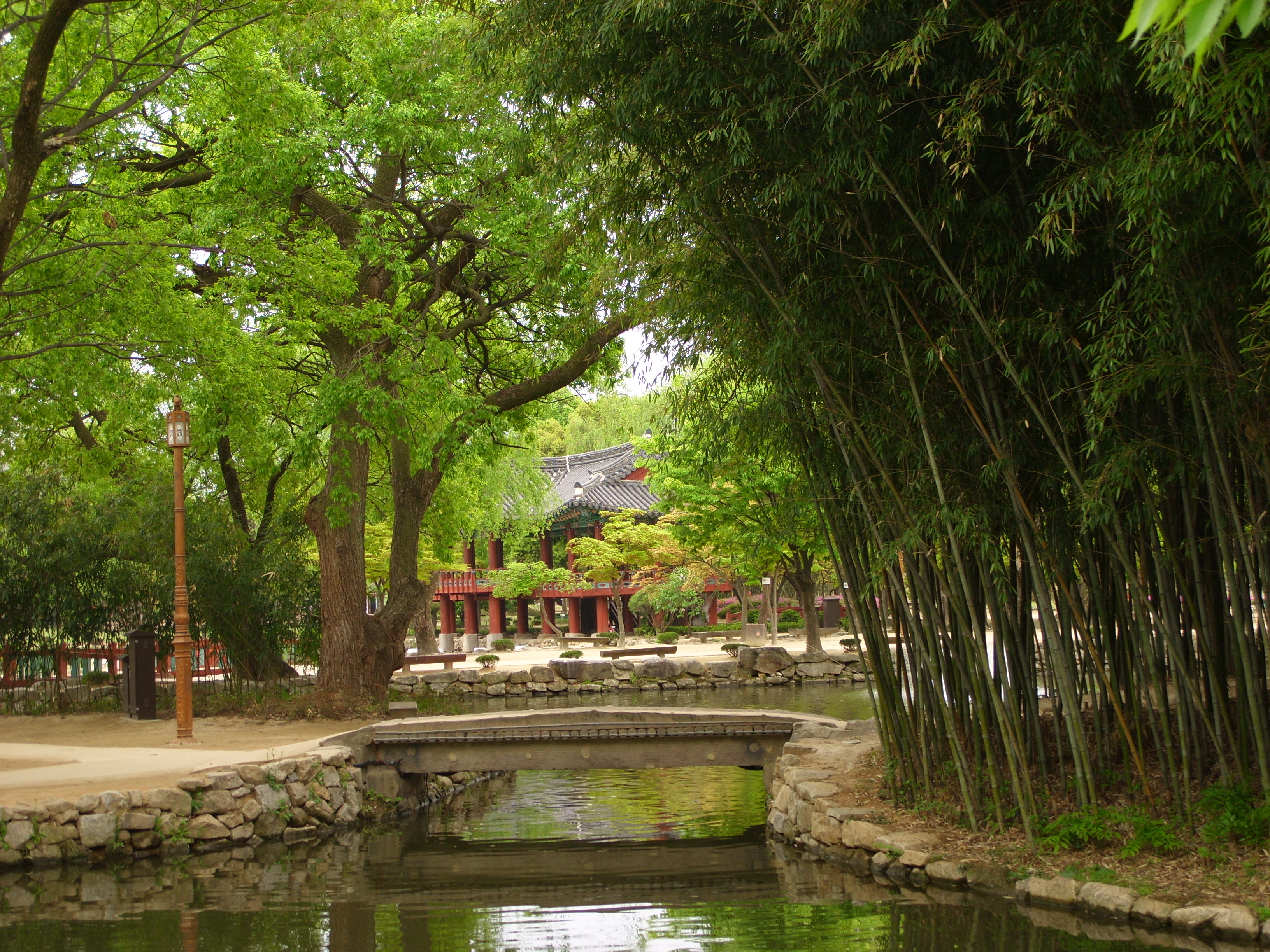
전라북도 남원시의 광한루

한국의 정원은 한반도에 조성되어 있는 한국의 정원문화 양식을 따르는 정원이다. 한국의 정원은 자연이 융화되는 모습을 보이는 것이 특징이다. 한국의 정원은 삼국시대에 중앙집권제도가 마련된 후 형성된 것으로 보인다. 정원에 관련된 가장 오래된 기록은 삼국시대로 거슬로 올라가며, 이 시기에 궁궐 정원에 대한 기록이 있다.

## 한국의 대표적인 정원

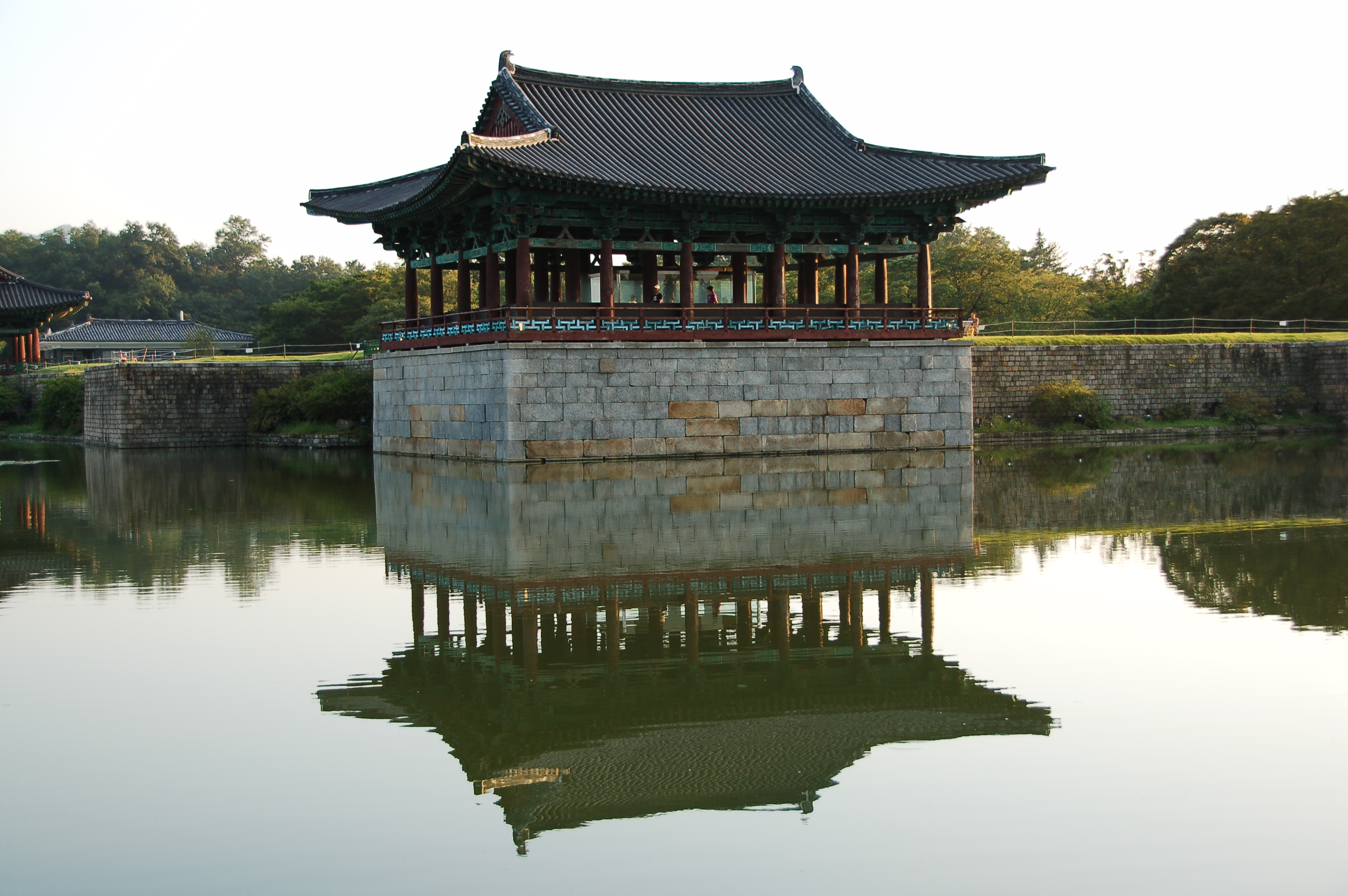
동궁과 월지

- 경주시의 통일신라 시대에 만들어진 동궁과 월지는 연못에 3개의 섬과 연못의 북,동쪽에 12개 봉우리의 산을 만들었으며, 아름다운 꽃과 나무를 심고 진귀한 새와 짐승을 길렀다고 전해진다. 현재에도 경주시의 대표적인 명소로 관광객이 끊이지 않는 통일신라 시대의 대표적인 정원이다.
- 서울특별시의 창덕궁에 위치한 창덕궁 후원 대한민국 최대의 궁중 정원이다. 창덕궁 후원은 1997년에 창덕궁과 함께 세계문화유산으로 지정되었다.
- 완도군 보길도에 위치한 보길도 윤선도 원림은 학자 윤선도가 여생을 보낸 곳으로 조선시대의 대표적인 정원 양식을 가진 정원이다.